# لينكولن (ميشيغان)
لينكولن (بالإنجليزية: Lincoln, Michigan)‏ هي منطقة سكنية تقع في الولايات المتحدة في مقاطعة ألكونا. يقدر عدد سكانها بـ 337 نسمة ومساحتها 2.75 كم2 و وترتفع عن سطح البحر 248 متر.

## التركيبة السكانية
قام مكتب تعداد الولايات المتحدة بتحديد بيانات التركيبة السكانية للينكولن في تعداد الولايات المتحدة. في ما يلي، التركيبة السكانية حسب تعدادي 2000 و2010.

### تعداد عام 2000
بلغ عدد سكان لينكولن 364 نسمة بحسب تعداد عام 2000، وبلغ عدد الأسر 179 أسرة وعدد العائلات 102 عائلة مقيمة في القرية.
وتوزع التركيب العرقي للقرية بنسبة 98.63% من البيض و 0.27% من الأمريكيين الأصليين و 0.27% من الأمريكيين الأفارقة و 0.82% من عرقين مختلطين أو أكثر.
بلغ عدد الأسر 179 أسرة كانت نسبة 22.9% منها لديها أطفال تحت سن الثامنة عشر تعيش معهم، وبلغت نسبة الأزواج القاطنين مع بعضهم البعض 43.6% من أصل المجموع الكلي للأسر، ونسبة 8.9% من الأسر كان لديها معيلات من الإناث دون وجود شريك، وكانت نسبة 42.5% من غير العائلات. تألفت نسبة 39.7% من أصل جميع الأسر من أفراد ونسبة 25.1% كانوا يعيش معهم شخص وحيد يبلغ من العمر 65 عاماً فما فوق. وبلغ متوسط حجم الأسرة المعيشية 2.63، أما متوسط حجم العائلات فبلغ 2.03.
بلغ العمر الوسطي للسكان 45 عاماً. وكانت نسبة 20.6% من القاطنين تحت سن الثامنة عشر، وكانت نسبة 4.7% بين الثامنة عشر والأربعة وعشرون عاماً، ونسبة 24.5% كانت واقعةً في الفئة العمرية ما بين الخامسة والعشرون حتى والأربعة وأربعون عاماً، ونسبة 26.1% كانت ما بين الخامسة والأربعون حتى الرابعة والستون، ونسبة 24.2% كانت ضمن فئة الخامسة والستون عاماً فما فوق. يوجد لكل 100 أنثى 75.0 ذكر، ويوجد لكل 100 أنثى في الثامنة عشر من عمرها فما فوق 71.0 ذكر.
بلغ متوسط دخل الأسرة في القرية 24,464 دولار، أما متوسط دخل العائلة فبلغ 29,821 دولار. وكان متوسط دخل الذكور 30,179 دولار مقابل 17,143 دولار للإناث. وسجل دخل الفرد الخاص بالقرية 16,860 دولار. وكانت نسبة 13.1% من العائلات ونسبة 15.7% من السكان تحت خط الفقر، وكان من هؤلاء نسبة 12.0% تحت سن الثامنة عشر ونسبة 20.9% في الخامسة والستين من العمر وما فوق.

### تعداد عام 2010
بلغ عدد سكان لينكولن 337 نسمة بحسب تعداد عام 2010، وبلغ عدد الأسر 160 أسرة وعدد العائلات 82 عائلة مقيمة في القرية. في حين سجلت الكثافة السكانية 406.0 نسمة لكل ميل مربع (156.8/كم2). وبلغ عدد الوحدات السكنية 236 وحدة بمتوسط كثافة قدره 284.3 لكل ميل مربع (109.8/كم2).
وتوزع التركيب العرقي للقرية بنسبة 98.2% من البيض و 1.8% من عرقين مختلطين أو أكثر.
بلغ عدد الأسر 160 أسرة كانت نسبة 23.1% منها لديها أطفال تحت سن الثامنة عشر تعيش معهم، وبلغت نسبة الأزواج القاطنين مع بعضهم البعض 37.5% من أصل المجموع الكلي للأسر، ونسبة 8.1% من الأسر كان لديها معيلات من الإناث دون وجود شريك، بينما كانت نسبة 5.6% من الأسر لديها معيلون من الذكور دون وجود شريكة وكانت نسبة 48.8% من غير العائلات. تألفت نسبة 43.1% من أصل جميع الأسر من أفراد ونسبة 23.1% كانوا يعيش معهم شخص وحيد يبلغ من العمر 65 عاماً فما فوق. وبلغ متوسط حجم الأسرة المعيشية 2.87، أما متوسط حجم العائلات فبلغ 2.11.
بلغ العمر الوسطي للسكان 43.2 عاماً. وكانت نسبة 19.6% من القاطنين تحت سن الثامنة عشر، وكانت نسبة 9.3% بين الثامنة عشر والأربعة وعشرون عاماً، ونسبة 23.1% كانت واقعةً في الفئة العمرية ما بين الخامسة والعشرون حتى والأربعة وأربعون عاماً، ونسبة 21.9% كانت ما بين الخامسة والأربعون حتى الرابعة والستون، ونسبة 25.8% كانت ضمن فئة الخامسة والستون عاماً فما فوق. وتوزع التركيب الجنسي للسكان بنسبة 46.9% ذكور و53.1% إناث.